# Leptophis modestus
Espèce
Synonymes
- Ahaetulla modesta Günther, 1872
- Leptophis mexicanus mexicanus 
Peters & Orejas-Miranda, 1970

Statut de conservation UICN

 VU B1ab(iii) : Vulnérable
Leptophis modestus est une espèce de serpent de la famille des Colubridae.

## Répartition
Cette espèce se rencontre :
- au Guatemala ;
- au Honduras, où elle est présente entre 1 890 et 2 020 m d'altitude ;
- dans le sud-est du Mexique ;
- au Salvador.

## Description
Dans sa description Günther indique que le spécimen en sa possession mesure 130 cm dont 56 cm pour la queue. Son dos est vert olive et sa face ventrale vert clair. Une ligne noire traverse l’œil.

## Publication originale
- Günther, 1872 : Seventh account of new species of snakes in the collection of the British Museum. Annals and Magazine of Natural History, ser. 4, vol. 9, p. 13-37 (texte intégral).